# Leopold von Sacher-Masoch
Leopold von Sacher-Masoch (Leópolis; 27 de enero de 1836 - Lindheim, Fráncfort del Meno; 9 de marzo de 1895) fue un escritor austríaco reconocido en su época por sus descripciones de la vida, paisajes y costumbres de todas las regiones que formaron el Imperio Austrohúngaro. 
Su celebridad se debe ante todo al escándalo que acompañó la publicación de algunas de sus novelas, en particular de La Venus de las pieles, y a ser el apellido Masoch el inspirador de la palabra masoquismo, cuya utilización para definir ciertos comportamientos sexuales aparece por primera vez en Psychopathia sexualis (1886), de Krafft-Ebing, quien le otorgó este nombre a causa de las peculiares aficiones de sus personajes.

## Biografía
Leopold Von Sacher-Masoch nació en el seno de una familia aristocrática en 1836 en Lemberg, en la provincia de Galitzia, dentro de las fronteras del Imperio austrohúngaro. Su padre era jefe de policía, un alto cargo en la administración del Imperio. Entre sus ascendientes se encuentran españoles.[cita requerida] Estudió Derecho, Historia y Matemáticas en la ciudad austríaca de Graz. Tras doctorarse trabajó como profesor de Historia en su ciudad natal, para, posteriormente, dedicarse al periodismo y la literatura. Sus contemporáneos valoraron en él de forma especial sus excelentes ensayos sobre minorías étnicas austro-húngaras y su Galitzia natal. Es de destacar su simpatía por los judíos, lo que le valdría el agradecimiento de esta comunidad. Gozó del reconocimiento de contemporáneos de la talla de Émile Zola, Henrik Ibsen y Victor Hugo.
Una gran parte de la obra de Sacher-Masoch está constituida por cuentos nacionales y novelas históricas agrupadas en ciclos. Sus historias tienen generalmente por heroína una mujer dominante o sádica, como en Agua de juventud que retrata la sangrienta historia de la condesa Isabel Báthory. Dos de sus novelas, La pescadora de almas y La madre de Dios, tratan de sectas místicas, mientras que La mujer divorciada, que en su momento fue un gran éxito, se inspira en la infeliz relación que mantuvo con madame Kottowittz.
Su serie de novelas El legado de Caín estaba dedicada en un principio a tratar todos los grandes temas de la vida contemporánea: el amor, la propiedad, el Estado, la guerra, el trabajo y la muerte. Sacher-Masoch sólo pudo completar las series sobre el amor y la propiedad; del resto no quedan más que esbozos. La Venus de las pieles (1870) era la quinta de una serie de obras sobre el amor y se convirtió al mismo tiempo en un escándalo y en un éxito en Francia por sus descripciones del tipo de apetencias y deseos que han inmortalizado el apellido de este autor: hacerse atar, azotar y humillar por una mujer corpulenta vestida con pieles, firmar un contrato como esclavo e incluso la incorporación de un tercer amante.
En sus novelas retrató a seres que gustaban de este tipo de prácticas sexuales. Sacher-Masoch era seguidor y partícipe, siendo de su agrado tanto el papel de víctima como dejarse cazar, típico de este comportamiento.
Murió en 1895 de un ataque al corazón en la ciudad de Lindheim, en Hessen, y sus últimas palabras fueron «aimez moi».
La cantante Marianne Faithfull, de origen austrohúngaro e inglés, es descendiente directa de Leopold von Sacher-Masoch por parte materna.

## Influencias posteriores
El argumento central de la obra de teatro de David Ives es una audición para representar una adaptación del libro La venus de las pieles. En 2013 Roman Polanski hizo una versión para el cine.

## Obras
- Agua de juventud
- Corazón de oro
- Cuentos judíos (1878)
- Cuentos masoquistas
- Demonios y sirenas
- Diderot y Catalina II: escenas de la corte de Rusia (1900)
- Don Juan de Kolomea (1866)
- El amor de Platón
- Emiliana la pervertida
- Escritos autobiográficos
- Historias de amor y sangre
- Insurrección en tiempos del emperador Carlos V (1857)
- La hiena de la Puszta
- La madre de Dios (1883)
- La mujer divorciada
- La pescadora de almas
- La Venus de las pieles (1870)
- Nuevos cuentos judíos (1881)